# Вінценц Франц Костелецький
Вінценц Франц Костелецький (нім. Vincenz Franz Kostelecky, чеськ. Vincenc František Kostelecký) — богемський (чеський) лікар, ботанік. Автор численних ботанічних таксонів.

## Біографія
Вивчав медицину у Карловому університеті. У 1824 році отримав докторський ступінь. Працював доцентом у професора Йозефа Богумира Мікана. Під час епідемії холери в 1830 році безкоштовно лікував бідних. З 1835 року професор медицини та фармакологічної ботаніки медичного факультету Карлівського університету. У 1851/1852 та 1867/1868 роках займав посаду ректора університету. У 1872 році він пішов у відставку. З нагоди виходу на пенсію нагороджений лицарським хрестом ордена Франца Йосифа.

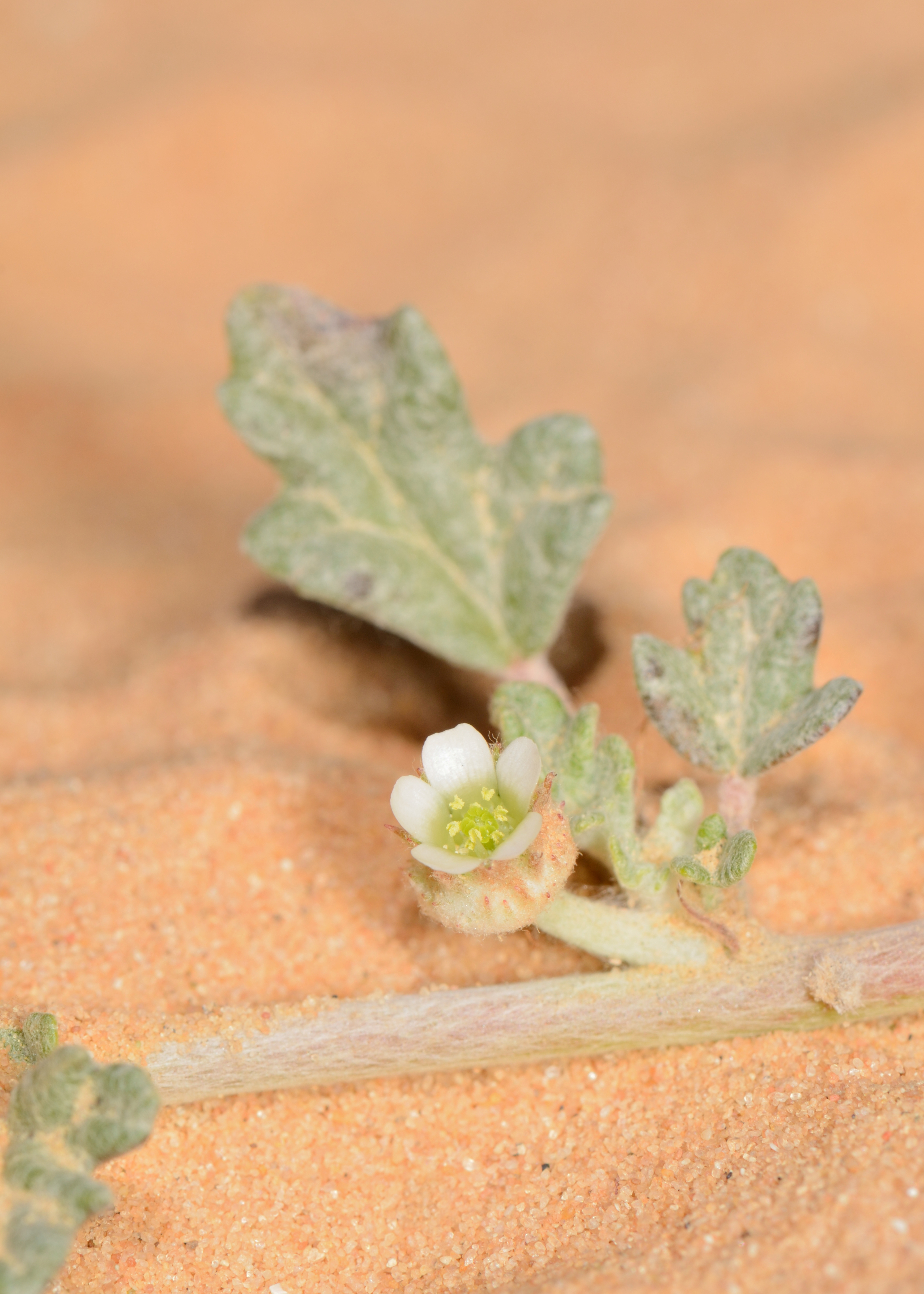
Neuradaceae nom cons.

## Епоніми
- Kosteletzkya